# (6244) Okamoto
(6244) Okamoto es un asteroide perteneciente al cinturón de asteroides, región del sistema solar que se encuentra entre las órbitas de Marte y Júpiter, descubierto el 20 de agosto de 1990 por Tsutomu Seki desde el Observatorio de Geisei, Geisei, Japón.

## Designación y nombre
Designado provisionalmente como 1990 QF. Fue nombrado Okamoto en homenaje a Hiroshi Okamoto, entomólogo y maestro de escuela primaria que inspiró al descubridor por su amor por las estrellas.

## Características orbitales
Okamoto está situado a una distancia media del Sol de 2,159 ua, pudiendo alejarse hasta 2,488 ua y acercarse hasta 1,830 ua. Su excentricidad es 0,152 y la inclinación orbital 5,396 grados. Emplea 1159,29 días en completar una órbita alrededor del Sol.

## Características físicas
La magnitud absoluta de Okamoto es 13,6. Tiene   km de diámetro y su albedo se estima en  . 